# Gynacantha stylata
Gynacantha stylata är en trollsländeart som beskrevs av Martin 1896. Gynacantha stylata ingår i släktet Gynacantha och familjen mosaiktrollsländor. Inga underarter finns listade i Catalogue of Life.